# Sociedad Deportiva Escoriaza
La Sociedad Deportiva Escoriaza fou un club aragonès de la ciutat de Saragossa.
El club va ser fundat el 1921 però no fou inscrit a la Federació fins a l'any 1929. Després de restar inactiu entre 1932 i 1940, arribà a Tercera Divisió el 1944. Nou anys més tard ascendí a Segona Divisió. L'any 1954 el club baixa novament a Tercera, però paral·lelament, l'empresa propietària del club Material Móvil y Construcciones, S.A. és absorbida per l'empresa Compañía Auxiliar del Ferrocarril i la nova direcció decideix prescindir de l'equip de futbol i acaba desapareixent.

## Temporades
| Temporada | Nivell | Divisió    | Posició | Copa del Rei |
| --------- | ------ | ---------- | ------- | ------------ |
| 1929/30   | 6      | 3a Reg.    | —       |              |
| 1930/31   | 6      | 3a Reg.    | 1r      |              |
| 1931/32   | 5      | 2a Reg.    | —       |              |
| 1932-1940 | NP     | NP         | NP      |              |
| 1940/41   | 5      | 2a Reg.    | 1r      |              |
| 1941/42   | 4      | 1a Reg.    | —       |              |
| 1942/43   | 4      | 1a Reg.    | —       |              |
| 1943/44   | 4      | 1a Reg.    | —       | 1a ronda     |
| 1944/45   | 3      | 3a Divisió | 8è      |              |
| 1945/46   | 3      | 3a Divisió | 4t      |              |
| 1946/47   | 3      | 3a Divisió | 8è      |              |
| 1947/48   | 3      | 3a Divisió | 3r      | 1a ronda     |
| 1948/49   | 3      | 3a Divisió | 8è      | 2a ronda     |
| 1949/50   | 3      | 3a Divisió | 9è      |              |
| 1950/51   | 3      | 3a Divisió | 4t      |              |
| 1951/52   | 3      | 3a Divisió | 4t      |              |
| 1952/53   | 3      | 3a Divisió | 1r      |              |
| 1953/54   | 2      | 2a Divisió | 16è     | 1a ronda     |